# Perissandria styx
Perissandria styx är en fjärilsart som beskrevs av Charles Boursin 1963. Perissandria styx ingår i släktet Perissandria och familjen nattflyn. Inga underarter finns listade i Catalogue of Life.